# Salón del Automóvil de Dubái
El Salón del Automóvil de Dubai (The Middle East International Motor Show) es un salón del automóvil ubicado en Dubái, en los Emiratos Árabes Unidos.
Fotos acerca del Dubai Motor Show de 2005:

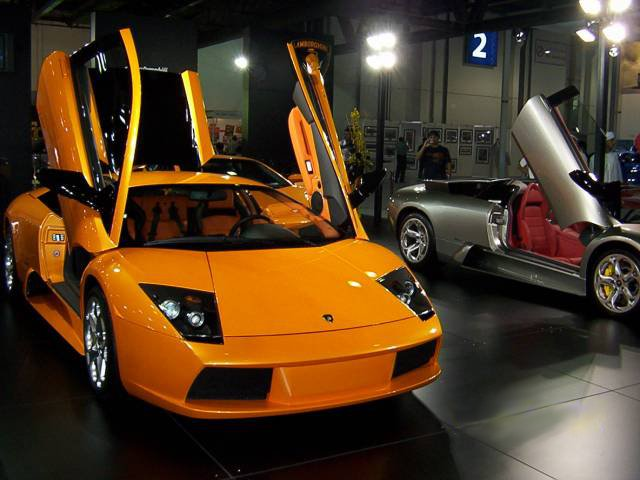
Lamborghini,  cuesta un 1.2 millones de Dirhams (3.6Dhs=1 US $)
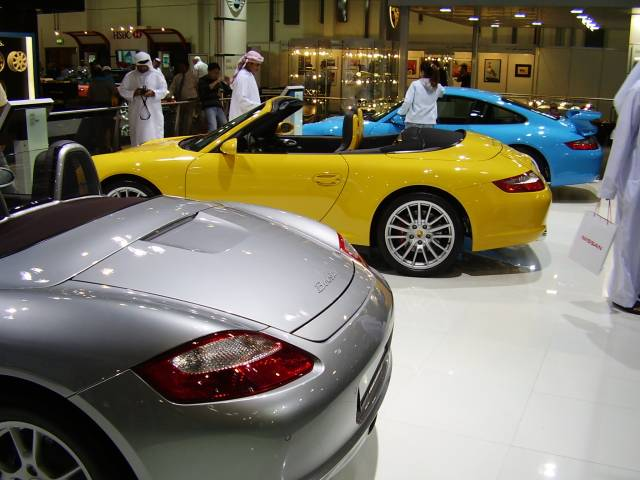
Porsche Boxster y Porsche Carrera

## 2017
- Devel Sixteen
- Devel Sixty
- McLaren 720S MSO Bruce McLaren Edition

## 2015
- W Motors Fenyr SuperSport

## 2011
- BMW 750Li "UAE Edition"
- Brabus CL V12 800 Coupe
- Brabus E V12 800 Convertible
- Bugatti Veyron Grand Sport Yellow Black Carbon
- Bugatti Veyron Grand Sport Blue Carbon Aluminum
- Bugatti Veyron Grand Sport Green Carbon Aluminum
- Chevrolet TrailBlazer Concept[1]
- De Macross GT1
- Jaguar XJ Sport Pack
- Jaguar XJ Speed Pack
- Nissan Juke-R Concept
- Mansory Continental GT
- Mansory Range Rover Sport
- Mercedes-Benz SLS AMG Roadster
- Range Rover Evoque by Startech

## 2009
- A.R.T. G Streetline
- Brabus GLK V12[2]
- Bugatti Veyron Grand Sport Soleil Du Nuit
- Bugatti Veyron Sang d’Argent
- Bugatti Veyron Nocturne
- Gemballa GT 500 Aero 3
- Kia Cadenza
- Kepler MOTION
- Mercedes-Benz Clase CLS 63 AMG "Desert Gold"
- Mercedes-Benz Clase G 55 AMG Edition 79
- Porsche Cayenne Turbo “Gold Edition”
- Zenvo ST1
- PPI Razor GTR Carbon Fiber

## 2007
- Kleemann ML63K
- Maybach 62 S Laudaulet[3]
- SSC Ultimate Aero

## 2005
- Brabus Mercedes-Benz Unimog U500 Black Edition
- DC Design Mercedes-Benz S500 Stretch Concept
- DC Design DC Star XS Concept[4]
- Mercedes-Benz ML 63 AMG